# Mezinárodní federace sportovního lezení
Mezinárodní federace sportovního lezení (IFSC, anglicky: International Federation of Sport Climbing) je zastřešující organizace pro závody ve sportovním lezení a boulderingu, která sdružuje národní horolezecké spolky a pořádá mezinárodní závody ve sportovním lezení pro dospělé i juniory a mládež.

## Závody
Hlavní závody organizované IFSC jsou:

### Multisportovní události
Letní olympijské hry od roku 2021, před tím Světové hry v letech 2005–2017.

### Mistrovství světa
Závody dvouletého světového mistrovství (od r. 1991) se střídají s kontinentálními mistrovstvími.

### Světový pohár
Každoroční série závodů pořádaných od roku 1989.

### Mistrovství Evropy
Kontinentální dvouletá mistrovství, v Evropě pořádaná od roku 1992, v boulderingu od roku 2002, obdobně mistrovství probíhají také v Asii, Severní Americe a Oceánii.

### Závody Masters
Mezi nejznámější tradiční závod této kategorie (pro pozvané nejlepší závodníky) patří Rock Master v italském Arcu, pořádaný každoročně od roku 1987, kde se IFSC podílí na organizaci. V devadesátých letech se konala také série pěti závodů Masters.

### Mistrovství světa juniorů
Každoroční mistrovství světa pro závodníky od 14 do 19 let, pořádaná od roku 1992.

### Mistrovství Evropy juniorů
Každoročně jsou v Evropě pořádána mistrovství pro závodníky od 14 do 19 let, pořádaná od roku 2012.

### Evropský pohár juniorů
V Evropě probíhá od roku 1996 také série závodů juniorského poháru.

### Akademické mistrovství světa
Od roku 2016 spolupořádá pro univerzitní studenty Akademické mistrovství světa. V roce 2015 proběhlo také Akademické mistrovství Evropy.

## Prezidenti
- 2007- : Marco Maria Scolaris

## Členové

### Členské národní svazy
| Země                | Svaz                                                                                               | Zkratka                                           |
| ------------------- | -------------------------------------------------------------------------------------------------- | ------------------------------------------------- |
| Argentina           | Federación Argentina de Ski y Andinismo                                                            | FASA                                              |
| Austrálie           | Sport Climbing Australia                                                                           | SCA                                               |
| Ázerbájdžán         | Air and Extreme Sports Federation of Azerbaijan                                                    | FAIREX                                            |
| Belgie              | Climbing and Mountaineering Belgium                                                                | CMBEL                                             |
| Bosna a Hercegovina | Mountaineering Union of Bosnia - Herzegovina                                                       | PSBIH                                             |
| Brazílie            | Confederação Brasileira de Montanhismo e Escalada                                                  | CBME                                              |
| Bulharsko           | Bulgarian Climbing and Mountaineering Federation                                                   | BCMF                                              |
| Česko               | Český horolezecký svaz (Czech mountaineering association)                                          | ČHS                                               |
| Čína                | Chinese Mountaineering Association                                                                 | CMA Archivováno 12. 1. 2016 na Wayback Machine.   |
| Dánsko              | Dansk Klatreforbund/Danish Climbing Federation                                                     | DKF/DCF                                           |
| Ekvádor             | Federacion Ecuatoriana de Andinismo y Escalada                                                     | FEDAN                                             |
| Finsko              | Finnish Climbing association                                                                       | FCA                                               |
| Francie             | Fédération française de la montagne et de l'escalade                                               | FFME                                              |
| Gruzie              | Georgian Climbing National Federation                                                              | GCNF                                              |
| Hongkong            | Hong Kong Mountaineering Union                                                                     | HKMU                                              |
| Chile               | Federación de Andinismo de Chile                                                                   | FEACH                                             |
| Chorvatsko          | Hrvatski Planinarski Savez (Croatian Mountaineering Association)                                   | HPS                                               |
| Indie               | Indian Mountaineering Foundation                                                                   | IMF                                               |
| Indonésie           | Federasi Panjat Tebing Indonesia                                                                   | FPTI Archivováno 23. 11. 2019 na Wayback Machine. |
| Írán                | Iran Mountaineering and Sport Climbing Federation                                                  | IRI MF                                            |
| Irsko               | Mountaineering Ireland                                                                             | MI                                                |
| Itálie              | Federazione Arrampicata Sportiva Italiana                                                          | FASI                                              |
| Izrael              | The Israeli Organization of Sport Climbing                                                         | IOSC                                              |
| Japonsko            | Japan Mounatineering Association                                                                   | JMA                                               |
| Jižní Afrika        | South African National Climbing Federation                                                         | SANCF                                             |
| Jordánsko           | Jordan Federation of Sport Climbing                                                                | JFSC                                              |
| Kanada              | Alpine Club of Canada                                                                              | ACC                                               |
| Kazachstán          | Mountaineering and Climbing Federation of Republic of Kazakhstan                                   | MCFRK                                             |
| Jižní Korea         | Korean Alpine Federation                                                                           | KAF                                               |
| Kypr                | Cyprus Mountaineering and Climbing Federation                                                      | CMCF                                              |
| Kyrgyzstán          | Federation of Mountaineering Rock and Ice Climbing of Kirgiz Republic                              | FMRICK                                            |
| Lucembursko         | Fédération Luxembourgeoise d'Escalade, de Randonnée et d'Alpinisme                                 | FLERA                                             |
| Maďarsko            | Hungarian Mountaineering and Sport Climbing Federation                                             | MHSSz                                             |
| Makedonie           | Macedonian Sport Climbing Federation                                                               | FLERA                                             |
| Malajsie            | Persekutuan Mendaki Malaysia (Malaysia Mountaineering Federation)                                  | MSCF                                              |
| Mexiko              | Federacion Mexicana de Deportes de Montana Y Escalada                                              | FMDMYE                                            |
| Německo             | Deutscher Alpenverein (German Alpine Club)                                                         | DAV                                               |
| Nepál               | Nepal Mountaineering Association                                                                   | NMA                                               |
| Nizozemsko          | Koninklijke Nederlandse Klim- en Bergsportvereniging                                               | NKBV                                              |
| Norsko              | The Norwegian Climbing Federation                                                                  | NCF                                               |
| Nový Zéland         | Climbing New Zealand                                                                               | CNZ Archivováno 22. 12. 2015 na Wayback Machine.  |
| Pákistán            | Alpine Club of Pakistan                                                                            | ACP                                               |
| Peru                | Peruvian Sport Climbing Federation                                                                 | FEPADI                                            |
| Polsko              | Polski Zwiazek Alpinizmu (Polish Mountaineering Association)                                       | PZA                                               |
| Portugalsko         | Federação Portuguesa de Montanhismo e Escalada / Portuguese Mountaineering and Climbing Federation | FPME                                              |
| Rakousko            | Österreichischer Wettkletterverband                                                                | ÖWK                                               |
| Rumunsko            | Romanian Federation of Mountaineering and Climbing                                                 | FRAE                                              |
| Rusko               | Ruská lezecká federace (Climbing Federation of Russia)                                             | CFR                                               |
| Řecko               | Hellenic Federation of Mountaineering and Climbing                                                 | HFMCU (EOOA)                                      |
| Srbsko              | United Sport Climbing Federation of Serbia                                                         | USCFS                                             |
| Singapur            | Singapore Mountaineering Federation                                                                | SMF                                               |
| Slovensko           | Slovenský horolezecký spolek JAMES (Slovak Mountaineering Union JAMES)                             | SMU JAMES                                         |
| Slovinsko           | Alpine Association of Slovenia                                                                     | PZS                                               |
| Spojené království  | British Mountaineering Council                                                                     | BMC                                               |
| Španělsko           | Federación Española de Deportes de Montaña y Escalada                                              | FEDME                                             |
| Švédsko             | Swedish Climbing Federation                                                                        | SKF                                               |
| Švýcarsko           | Swiss Alpine Club                                                                                  | CAS                                               |
| Thajsko             | The Sport Climbing Association of Thailand                                                         | SCAT                                              |
| Tchaj-wan           | Chinese Taipei Alpine Association                                                                  | CTAA                                              |
| Turecko             | Turkish Mountaineering Federation                                                                  | TDF/TMF                                           |
| Ukrajina            | Ukrainian Mountaineering and Climbing Federation                                                   | UMF                                               |
| USA                 | USA Climbing                                                                                       | USAC                                              |
| Uzbekistán          | Federation of Mountaineering and Rock Climbing of Uzbekistan                                       | FMCU                                              |
| Venezuela           | Federacion Venezolana de Escalada Deportiva                                                        | FEVME                                             |